# Doctorul (film)
Doctorul (în franceză Le Toubib) este un film francez  din 1979 regizat de Pierre Granier-Deferre⁠(d), o adaptare a romanului Harmonie ou les horreurs de la guerre de Jean Freustié⁠(d).

## Prezentare
Filmul are loc în timpul celui de-al Treilea Război Mondial (înfățișat ca având loc în 1983), în timp ce au loc bătălii între forțele estice și vestice. În spatele liniilor de luptă, într-o unitate medicală, un chirurg se îndrăgostește de o asistentă idealistă după o întâlnire inițial dificilă.

## Distribuție
- Alain Delon - Jean-Marie Desprée
- Véronique Jannot - Harmony
- Bernard Giraudeau - François
- Francine Bergé - Marcia
- Michel Auclair - Le patron
- Catherine Lachens - Zoa
- Bernard Le Coq - Gérôme